# Ali Ouédraogo
Ali Ouédraogo (sinh ngày 31 tháng 12 năm 1976) là một cầu thủ bóng đá người Burkina Faso tính đến 2006 thi đấu cho Etoile Filante Ouagadougou.
Anh là một phần của đội tuyển Burkina Faso tại Cúp bóng đá châu Phi 2002, đứng cuối bảng B ở vòng Một, và không thể góp mặt ở vòng tứ kết.